# Ljubav u Minnesoti (1996.)
Ljubav u Minnesoti je američka romantična komedija iz 1996., koju je režirao Steven Baigelman, a u kojoj glume Keanu Reeves, Vincent D'Onofrio, Cameron Diaz, Tuesday Weld i Courtney Love.

## Vanjske poveznice
- Ljubav u Minnesoti na Rotten Tomatoes
- Ljubav u Minnesoti na All Movie
- Ljubav u Minnesoti na Box Office Mojo